# Mona Simpson (auteur)
 (mars 2019).
Si vous disposez d'ouvrages ou d'articles de référence ou si vous connaissez des sites web de qualité traitant du thème abordé ici, merci de compléter l'article en donnant les références utiles à sa vérifiabilité et en les liant à la section « Notes et références ».
Pour les articles homonymes, voir Simpson.
Mona Elizabeth Simpson, née Mona Jandali le 14 juin 1957 à Green Bay dans le Wisconsin, est une écrivaine américaine. 
Elle est la sœur de Steve Jobs mais n'a fait sa connaissance qu'à 25 ans.

## Biographie
Sa mère est Joanne Carole Schieble, Américaine d'origine suisse, et son père est Abdulfattah Jandali, professeur de sciences politiques né à Homs en Syrie en 1931. Elle est la jeune sœur biologique de Steve Jobs, le cofondateur d'Apple. Puisque Steve a été donné en adoption  lorsqu'il était bébé par ses parents (non mariés à cette époque-là), elle ne le rencontre qu'à l'âge adulte. Ses parents divorçant en 1962 ; elle prendra le nom de son beau-père, George Simpson.
Son premier roman, Anywhere But Here, sorti en 1986, décrit la relation compliquée d'une jeune fille, Ann, et de sa mère manipulatrice, Adele. Son personnage vit dans le Wisconsin, tout comme Mona dans sa jeunesse. Ma mère, moi et ma mère est son adaptation au cinéma par Wayne Wang en 1999, avec Susan Sarandon et Natalie Portman.
Son second roman, The Lost Father (1992), conserve Ann pour personnage central. Cette fois-ci, Ann est à la recherche d'un père égyptien, disparu alors qu'elle était très jeune.
Pour ces deux romans en particulier, Mona Simpson a reçu entre autres le Whiting Prize et a été nommée parmi les vingt plus grandes écrivains américaines de moins de 40 ans (à 39 ans).
Son troisième livre intitulé A Regular Guy utilise la troisième personne pour narrer l'histoire d'une jeune fille, Jane, dont le père abandonne mère et fille. Alors qu'il est devenu multi-millionnaire en Californie, sa fille âgée de 10 ans réapparaît dans sa vie.
Mona Simpson a été mariée à Richard Appel (producteur de séries télévisées dont Les Simpson, où il appela le personnage Mona Simpson du nom de sa femme) avec qui elle a eu deux enfants. Elle vit en Californie, et enseigne également l'anglais au Bard College.

## L'influence de sa famille sur son œuvre
Bien que Mona Simpson s'en défende, la vie de sa famille l'a sans doute influencée. En effet, son père est syrien, tout comme The Lost Father. De plus, son frère n'est autre que Steve Jobs, cofondateur d'Apple et Pixar, multi-milliardaire dans la Silicon Valley et abandonné par ses parents à la naissance, alors qu'ils étaient jeunes et pas encore mariés. Steve Jobs aura plus tard une fille, Lisa Brennan-Jobs, qu'il refusera de reconnaître. Il la reconnaîtra quelques années plus tard ; un des premiers ordinateurs d'Apple s'appellera d'ailleurs le Lisa (1983).
Mona Simpson n'a rencontré son frère biologique qu'une fois adulte. La dédicace de son premier livre Anywhere But Here est la suivante : « To Joanne, our mother, and my brother Steve. » (« À Joanne, notre mère, et à mon frère Steve »).

## Publications
- 1986 : Anywhere But Here  (ISBN 0-394-55283-0)
- 1992 : The Lost Father  (ISBN 0-394-58916-5)
- 1996 : A Regular Guy  (ISBN 0-679-45091-2)
- 2000 : Off Keck Road  (ISBN 0-375-41010-4)
- 2010 : My Hollywood  (ISBN 978-0-307-27352-9)
- 2014 : Casebook  (ISBN 9780345807281)